# Elise Dosenheimer
Elisabetha „Elise“ Dosenheimer (* 22. Dezember 1868 in Ungstein; † 11. April 1959 in New York City) war eine deutsche und später US-amerikanische Germanistin, Dozentin, Publizistin und Frauenrechtlerin.

## Leben
Elise Dosenheimers Eltern waren der Kaufmann Abraham Dosenheimer und seine Frau Helene, geborene Adler. Der Jurist Emil Dosenheimer war ihr Bruder.
Sie besuchte die Volksschule in Dürkheim und danach die Höheren Töchterschulen in Dürkheim und Speyer. Ab 1904 begann sie ihr Frauenstudium zunächst als Gasthörerin mit Vorlesungen der Philosophie in Berlin und Jena und später immatrikuliert in Heidelberg. Sie machte im Juni 1908 ihr Abitur am Realgymnasium in Mannheim und studierte Deutsche Philologie, Philosophie und Geschichte in München und Jena.
1912 promovierte sie in Jena über „Friedrich Hebbels Auffassung vom Staat und sein Trauerspiel ‚Agnes Bernauer‘“ bei Rudolf Eucken. Sie war danach als Publizistin in Jena, München und auch in Heidelberg tätig und hielt bis 1933 Vorlesungen über Literatur an der Universität Jena. 1925 veröffentlichte sie das Buch „Das zentrale Problem in der Tragödie Friedrich Hebbels“. Ihm lag die These zugrunde, dass der Dualismus der Geschlechter bei Hebbel den Dualismus im Weltgeschehen repräsentiere. 1949 erschien ihr Hauptwerk „Das deutsche soziale Drama von Lessing bis Sternheim“, das von der Kritik gelobt und wiederaufgelegt wurde. Das Werk ist nicht nur ein literatur-kritisches, sondern auch eine gesellschaftskritische Analyse. Sie veröffentlichte zahlreiche Aufsätze in Zeitschriften und Zeitungen, darunter die Monatszeitschrift Die Tat, die Jüdisch-liberale Zeitung und die jüdische Zeitung Aufbau. Ihre Schwerpunkte waren Schiller, Hebbel und deutsches Drama.

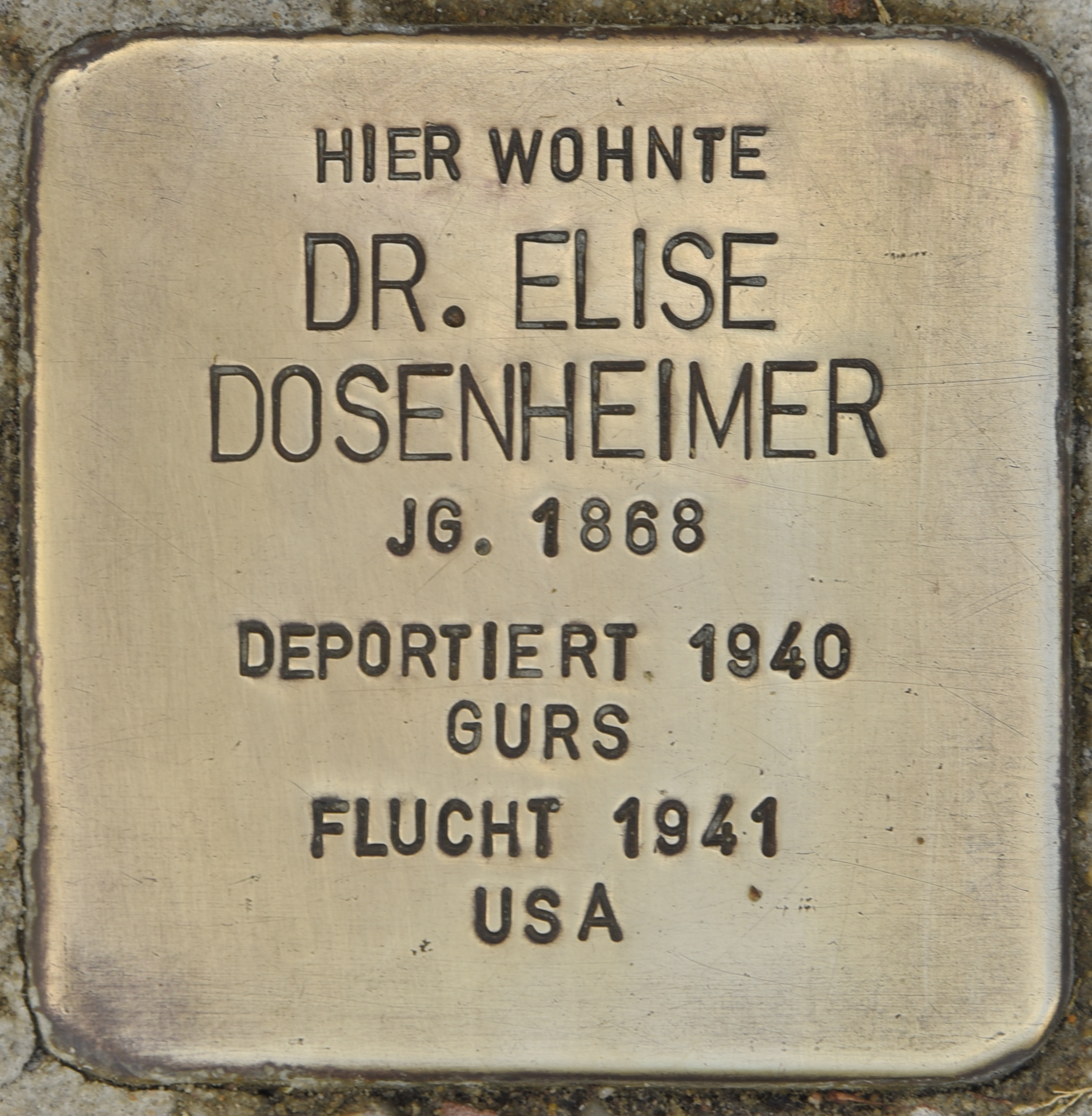
Stolperstein für Elise Dosenheimer in Heidelberg

Dosenheimer war gut bekannt mit Anita Augspurg und Lida Gustava Heymann und wie diese in der Frauenbewegung aktiv. Sie setzte sich u. a. für den Zugang der Frauen zu den Universitäten, für Berufserschließung für Frauen sowie für das Frauenwahlrecht ein und veröffentlichte Beiträge in Die Frauenbewegung, Zeitschrift für Frauenstimmrecht und Die Neue Generation. Außerdem war sie, zumindest bis zum Ausbruch des Zweiten Weltkriegs, Pazifistin, die davon überzeugt war, dass Frauen zur Befriedung der Welt beitragen könnten.
1929 zog sie nach Heidelberg. Am 22. Oktober 1940 wurde sie als Jüdin im Rahmen der Wagner-Bürckel-Aktion aus Heidelberg in das Internierungslager Gurs im besetzten Frankreich deportiert. Mit Hilfe von Paul Rehfeld, einem Sohn ihrer Nichte Sofie Rehfeld (geborene Lurch), entkam sie am 11. Februar 1941 nach Pau, wo sie sich bei der Familie Rehfeld aufhielt. Mit dem Schiff Colonial fuhr sie von Lissabon nach New York, wo sie am 3. Dezember 1941 eintraf. Am 16. Juni 1947 nahm sie die amerikanische Staatsbürgerschaft an.
Elise Dosenheimer starb am 11. April 1959 im Alter von 90 Jahren in New York City.

## Gedenken
Im Rahmen des Projektes Stolpersteine wurde am 20. November 2014 vor ihrem ehemaligen Wohnhaus an der Adresse Blumenthalstraße 36 in Heidelberg-Neuenheim ein Stolperstein für Elise Dosenheimer verlegt.

## Werke
Selbstständige Publikationen
- Friedrich Hebbels Auffassung vom Staat und sein Trauerspiel „Agnes Bernauer“. Leipzig, 1912.
- Das zentrale Problem in der Tragödie Friedrich Hebbels. M. Niemeyer, Halle / Saale 1925 (131 S.).
- Das deutsche soziale Drama von Lessing bis Sternheim. Südverlag, Konstanz 1949 (350 S.).

Aufsätze (Auswahl)
- Häckels Welträtsel im Lichte des reinen Laienverstandes. In: Bericht über die Mitgliederversammlung des Vereins Frauenbildung Frauenstudium, 7 (1905)
- Zur Studentinnenfrage. In: Die Frauenbewegung. Revue für die Interessen der Frauen, 12 (1906)
- Schiller zum 150. Geburtstag. In: Die Frauenbewegung. Revue für die Interessen der Frauen, 12 (1906)
- Agnes Bernauer. Zu Friedrich Hebbels 100. Geburtstag. In: Die Frau. Monatszeitschrift für das gesamte Frauenleben unserer Zeit, 20 (1912/13)
- Kunst und Sittlichkeit bei Schiller. In: Die Tat, 8 (1916/17)
- Soziale Dramen Hauptmanns. In: Bayer. Lehrerinnenzeitung, 23 (1932)